# Tân Hòa, Biên Hòa
Tân Hòa là một phường thuộc thành phố Biên Hòa, tỉnh Đồng Nai, Việt Nam. Phường Tân Hoà trước đây là phường Hố Nai 2 (phường Hố Nai 2 tách ra thành 2 phường là phường Tân Biên và phường Tân Hoà). Phường Tân Hoà có xa lộ Hà Nội chạy qua.

## Vị trí địa lý
Phường Tân Hòa nằm phía đông thành phố Biên Hòa, có Quốc lộ 1 đi qua.
- Phía đông giáp xã Hố Nai 3, huyện Trảng Bom
- Phía tây giáp phường Tân Biên và phường Trảng Dài
- Phía nam giáp phường Long Bình
- Phía bắc giáp xã Thiện Tân, huyện Vĩnh Cửu.

Phường có diện tích 3,94 km², dân số năm 2024 là 41.463 người, mật độ dân số đạt 10.524 người/km².

## Hành chính
Phường Tân Hòa được chia thành 12 khu phố: 1, 2, 3, 4, 4A, 5, 6, 7, 8, 9, 10, 11.